# Lambchop
Lambchop est un groupe de musique originaire de Nashville, Tennessee.  Lambchop est plus ou moins associé à la scène de la country alternative.
Le groupe est emmené par le chanteur-guitariste Kurt Wagner.

## Discographie
- 1994 - I Hope You're Sitting Down/Jack's Tulips
- 1996 - How I Quit Smoking
- 1997 - Thriller
- 1998 - What Another Man Spills
- 2000 - Nixon
- 2001 - Tools in the Dryer
- 2002 - Is a Woman
- 2004 - Aw C'mon / No You C'mon
- 2006 - The Decline of Country and Western Civilization, Pt. 2
- 2006 - Damaged
- 2008 - Oh (Ohio)
- 2011 - Turd Goes Back
- 2012 - Mr. M
- 2016 - Flotus
- 2019 - This (is What I Wanted to Tell You)
- 2020 - Trip
- 2021 - Showtunes
- 2022 - The Bible